# Triptyque des Monts et Châteaux
La Triptyque des Monts et Châteaux  (en español: Tríptico de Montes y Castillos) es una carrera ciclista por etapas belga, limitada a corredores sub-23, que se disputa en el mes de abril.
Creada en 1996 fue una carrera amateur hasta la creación de los Circuitos Continentales UCI en 2005 formando parte del UCI Europe Tour, dentro de la categoría 2.2 (última categoría del profesionalismo). Es de las pocas carreras con limitación de edad que no tienen una "U" o una ".Ncup" (Copa de las Naciones UCI) indicativa de tal circunstancia en su número de categoría.
Siempre ha tenido 3 o 4 etapas, desde el 2002 3 etapas con la segunda de doble sector.

## Palmarés
| Año                     | Ganador            | Segundo                      | Tercero               |
| ----------------------- | ------------------ | ---------------------------- | --------------------- |
| ediciones amateur       |                    |                              |                       |
| 1996                    | Davy Dubbeldam     | Danny Van der Massen         | Edward Farenhout      |
| 1997                    | Michel Vermote     | Christophe Coppieters        | Guy Van Broekhoven    |
| 1998                    | Marcel Duijn       | Geoffrey Demeyere            | Jehudi Schoonacker    |
| 1999                    | Mathew Hayman      | Marc Goetschalckx            | Stephan Schreck       |
| 2000                    | Stijn Devolder     | Erwin Van Der Auwera         | Vincent van der Kooij |
| 2001                    | Andréi Kashechkin  | Kevin De Weert               | Sébastien Rosseler    |
| 2002                    | Sébastien Rosseler | Michail Viktorovich Timoshin | Johan Vansummeren     |
| 2003                    | Sébastien Rosseler | Jurgen van den Broeck        | Niels Scheuneman      |
| 2004                    | Thomas Dekker      | Bas Giling                   | Rory Sutherland       |
| ediciones profesionales |                    |                              |                       |
| 2005                    | Marc de Maar       | Heath Blackgrove             | Benoît Sinner         |
| 2006                    | Lars Boom          | Dmitri Kozonchuk             | Huub Duijn            |
| 2007                    | Tom Leezer         | Martijn Maaskant             | Kevyn Ista            |
| 2008                    | Thomas de Gendt    | Jan Bakelants                | Sven Van Den Houte    |
| 2009                    | Kris Boeckmans     | Romain Zingle                | Jan Ghyselinck        |
| 2010                    | Jetse Bol          | Taylor Phinney               | Wilco Kelderman       |
| 2011                    | Tom Dumoulin       | Jonathan Dufrasne            | Vegard Stake Laengen  |
| 2012                    | Bob Jungels        | Ivar Slik                    | Marc Goos             |
| 2013                    | Fábio Silvestre    | Lawson Craddock              | Jeroen Lepla          |
| 2014                    | Owain Doull        | Tiesj Benoot                 | Alex Kirsch           |
| 2015                    | Lilian Calmejane   | Owain Doull                  | Maxime Farazijn       |
| 2016                    | Mads Würtz         | Jonathan Dibben              | Maximilian Schachmann |
| 2017                    | Jasper Philipsen   | Edward Dunbar                | Neilson Powless       |
| 2018                    | Jasper Philipsen   | Stan Dewulf                  | William Barta         |
| 2019                    | Mikkel Bjerg       | Ian Garrison                 | Thomas Pidcock        |
| 2022                    | Enzo Paleni        | Per Strand Hagenes           | Stian Fredheim        |

## Palmarés por países
| País         | Victorias |
| ------------ | --------- |
| Países Bajos | 8         |
| Bélgica      | 8         |
| Dinamarca    | 2         |
| Francia      | 2         |
| Australia    | 1         |
| Kazajistán   | 1         |
| Luxemburgo   | 1         |
| Portugal     | 1         |
| Reino Unido  | 1         |